# Vildé-Guingalan
Vildé-Guingalan é uma comuna francesa na região administrativa da Bretanha, no departamento Côtes-d'Armor. Estende-se por uma área de 7,32 km². Em 2010 a comuna tinha 1 265 habitantes (densidade: 172,8 hab./km²).